# 뷰티풀 조
《뷰티풀 조》는 가미야 히데키가 기획하고 캡콤이 배급한 일련의 진행형 격투 게임 시리즈이다. 캡콤과 클로버 스튜디오가 개발을 맡았다.
2003년 《뷰티풀 조》를 시작으로 4편의 비디오 게임이 제작됐으며 애니메이션과 만화가 제작됐다.

## 게임
| 2003 | 뷰티풀 조               |
| 2004 | 뷰티풀 조 2             |
| 2005 | 뷰티풀 조: 레드 핫 럼블 |
| 2005 | 뷰티풀 조: 더블 트러블! |

## 기타 매체
그룹 TAC가 제작한 비디오 게임에 기반한 일본 애니메이션 《뷰티풀 조》가 2004년부터 2005년까지 방영됐다.
뷰티풀 조는 2008년 대전 격투 게임 《타츠노코 vs. 캡콤》에 플레이 가능 캐릭터로서 등장한다.

### 내용주
1. ↑  영어: Viewtiful Joe, 일본어: ビューティフル ジョー

### 참조주
1. ↑  Cole, Michael (2004년 9월 1일). “Television is Viewtiful”. Nintendo World Report. 2020년 8월 27일에 확인함.
2. ↑  Gifford, Kevin (2008년 11월 5일). “Viewtiful Joe Joins Tatsunoko Vs. Capcom”. 1UP.com. 2012년 7월 19일에 원본 문서에서 보존된 문서. 2020년 8월 27일에 확인함.